# Bandeira de Volta Redonda
A Bandeira do município de Volta Redonda foi adotada em 2 de março de 1957, pouco tempo após sua emancipação, ocorrida no ano de 1954.
Consiste de sete listas horizontais de branco e amarelo e contém um feixe de raios, a exemplo do brasão municipal de armas, num campo em negro, no canto superior esquerdo, ocupando a altura de duas listas.
As três cores representariam o ouro (amarelo), pelo qual o rio Paraíba do Sul foi lavrado no século XVIII na altura do atual município; o branco, a pacificidade do povo voltarredondense; e o campo negro com um feixe de raios seriam os raios que desferia Júpiter, no Etna, fundidos por Vulcano - nobre imagem mitológica a evitar o indesejável lugar comum das chaminés e rodas dentadas.
Para fins de reprodução deve-se utilizar como base a proporção 07:10, ou 14 x 20 módulos, como a bandeira nacional.